# L'Espingard
L'Espingard és una masia situada al municipi de Guixers, a la comarca catalana del Solsonès. Es troba a la vora del pont de Ca n'Espingard, que travessa l'Aigua de Llinars.